# Cinéma kurde

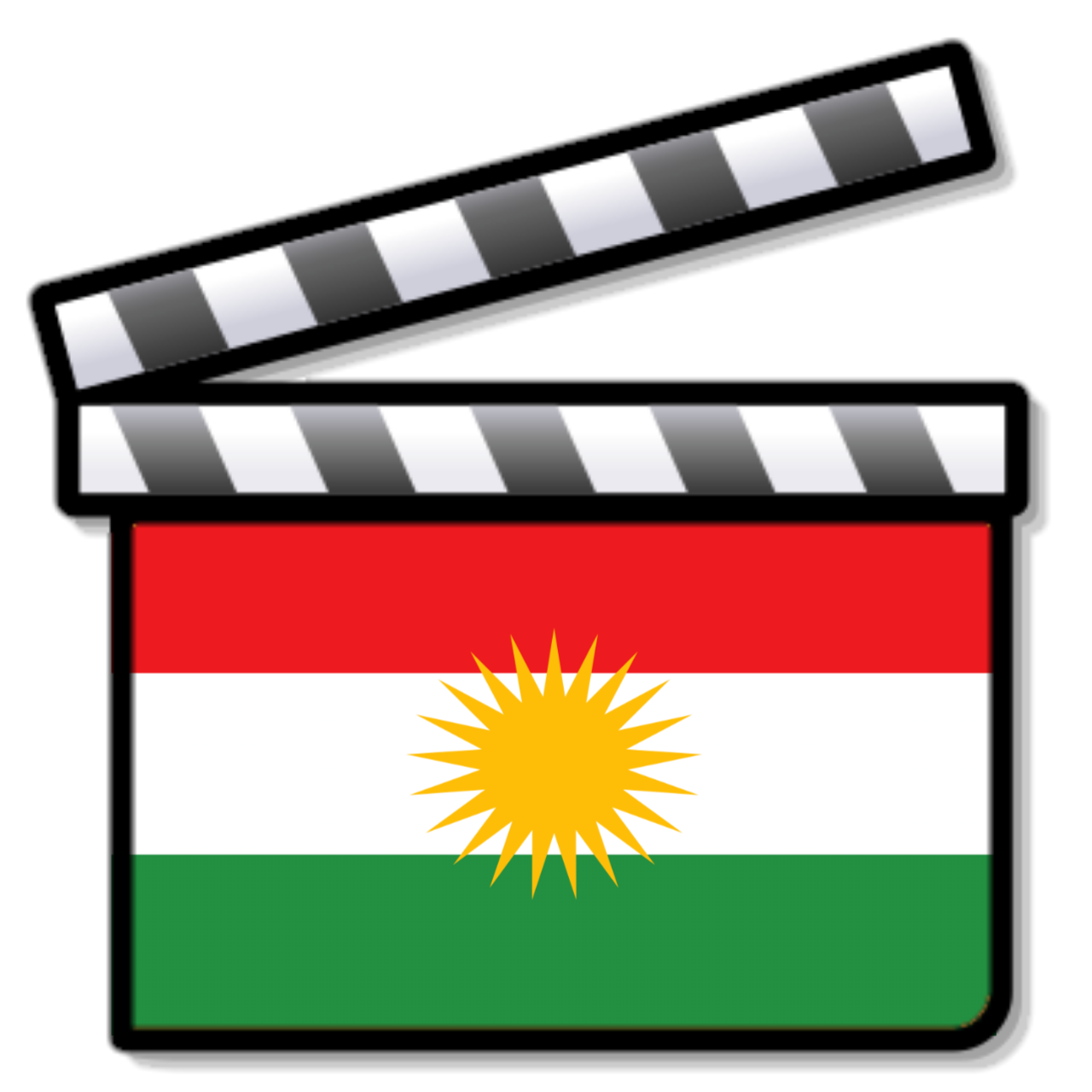

Pour des raisons liées à la fois au contexte politique et aux conditions de développement économique et technique, le cinéma kurde se développe tardivement dans l'histoire globale du cinéma. Il prend son essor peu à peu dans la diaspora, à partir des années 1980.  
Les évolutions technologiques, à partir de la deuxième moitié des années 1990, vont permettre à de jeunes réalisateurs de réaliser des films dans de meilleures conditions.  
La plupart des productions du cinéma kurde met en scène, au premier ou au second plan, les conditions de vie difficiles du peuple kurde. 

## Histoire

### Des débuts tardifs et difficiles
Les Kurdes, mobilisés par des révoltes nationalistes depuis le début du XXe siècle, n’ont pas pu s’approprier le cinéma en raison des moyens techniques et financiers plus importants exigés par la production et la distribution d’un film. Les politiques négationnistes des État-nations turc, iranien, irakien et syrien ont été l’obstacle principal pour la réalisation de films en langue kurde. Ils adoptent en revanche le théâtre dès 1920.

#### Yilmaz Güney et le cinéma en exil
Yilmaz Güney est considéré comme le premier réalisateur de cinéma kurde, même si tous ses films, pour des raisons d’interdiction de la langue kurde, sont en turc. Certains de ses films, comme Sürü (Le Troupeau), traitent essentiellement des problèmes de la société kurde et de sa confrontation avec l'État et la société turque,. On entend aussi des chansons en kurde, ainsi que quelques dialogues, dans son film Yol. 
En 1991, Nizamettin Ariç, musicien exilé en Allemagne dans les années 1980 pour avoir chanté en kurde, réalise en Arménie son premier film, Un chant pour Beko. Ce film est d’ailleurs considéré comme le premier film tourné en langue kurde. Ainsi, c'est principalement dans la diaspora que le cinéma kurde va pouvoir lentement se développer.
Toutefois, cela ne peut se faire que dans un cadre restreint. La loi turque sur le cinéma, adoptée en 1986, interdit toute forme de « propagande séparatiste » ou de tout ce qui lui est assimilé.

#### Le tournant de 1991
En 1991, quand l'interdiction de la langue kurde est officiellement levée en Turquie, plusieurs films, comme Mem û Zîn, sont tournés, annonçant une nouvelle génération du cinéma kurde. Cet élan est rapidement brisé par l'interdiction en Turquie des médias pro-kurdes.
En 1995, le Parti des travailleurs du Kurdistan (PKK) lance la première chaîne de télévision kurde, Med TV, en achetant une concession de satellite. Si l’on ne considère pas la chaîne de télévision de Kirkuk, fondée en 1967 par le régime bassiste irakien et ayant commencé à diffuser en kurde au début des années 1970, comme une télévision kurde, Med TV est la première chaîne kurde créée par une organisation politique kurde.Cette initiative donne une nouvelle impulsion au cinéma kurde.

### Particularités
De nombreux réalisateurs et comédiens kurdes reconnaissent volontiers le rôle des festivals internationaux dans le développement du cinéma kurde. Ce phénomène peut s’expliquer par l’absence d’un marché du cinéma au Kurdistan, elle-même liée à l’absence d’un État kurde reconnu. Ne pouvant pas commercialiser leurs films au Kurdistan, la plupart des réalisateurs kurdes réalisent aujourd’hui leurs films d’abord pour les festivals internationaux, les marchés étrangers et les spectateurs non kurdes.

## Cinéastes et réalisateurs

### Yılmaz Güney(1937-1984)[7]
- 1978 : Le Troupeau[2]
- 1982 : Yol, la permission
- 1983 : Le Mur (réalisation posthume)

### Erden Kıral(*1942)[8]
- 1983 : Hakkâri'de Bir Mevsim (Une saison à Hakkari)

### Umit Elçi(*1948)[9]
- 1991 : Mem et Zin

### Şahin Gök (1952 - 2013)
- 1992 : Xecê û Siyabend

### Nizamettin Ariç(*1956)[10]
- 1991 : Kilamek ji bo Beko (Un chant pour Beko)

### Mansur Tural Hêvî[11]
- 2008 : Là-bas il fait froid
- 2016 : Fin de jour

### Ibrahim Selman[12]
- 1994 : De zwijgende reiziger

### Handan İpekçi (*1956)[13]
- 2002 : Hêjar - Mêrê mezin evîna biçûk (Büyük Adam Küçük Aşk/ Grand homme, petit amour)

### Yeşim Ustaoğlu (1960)[14]
- 1998 : Güneşe Yolculuk

### Jano Rosebiani (*1961)[15]
- 2002 : Jiyan

### Huner Selîm(*1964)[16]
- 1998 : Vive la mariée... et la libération du Kurdistan

- 2003 : Vodka Lemon
- 2005 : Kilomètre Zéro
- 2007 : Dol ou la vallée des tambours
- 2013 : My Sweet Pepper Land

### Yüksel Yavuz (*1964)[17]
- 1994 : Mein Vater, der Gastarbeiter
- 1998 : Aprilkinder
- 1999 : Beyaz mantolu adam
- 2003 : Kleine Freiheit
- 2007 : Close-Up – Kurdistan
- 2010 : Sehnsucht nach Istanbul
- 2014 : Hêvî
- 2017 : Amed – Gedächtnis einer Stadt

### Ravîn Asaf[18]
- 2003 : Rojên Zer
- 2008: Boni seu

### Mano Xelil(*1969)[19]
- 2005 : Al-Anfal (Au nom d'Allah, du Baas et de Saddam)
- 2007 : David der Tolhildan
- 2013 : Der Imker
- 2016 : Die Schwalbe

### Bahman Ghobadi(*1969)[20]
- 2000 : Un temps pour l'ivresse des chevaux (Dema Hespên Serxweş)
- 2002 : Les Chants du pays de ma mère

- 2004 : Les tortues volent aussi (Kûsî Jî Dikarin Bifirin)

### Kazım Öz (*1973)[21]
- 2006 : Dûr

- 2008 : Fırtına / Bahoz
- 2014 : Bir Varmış Bir Yokmuş / Hebû tunebû
- 2017: Zer

### Halil Uysal (Halil Dağ) (1973-2008)[22]
- 2002 : Tîrêj
- 2002 : Eyna Bejnê
- 2004: Kilamek ji Zagrosé
- 2005 : Firmeskên Ava Zê
- 2006 : Bêrîtan

### Karzan Kardozi(*1983)[23]
- 2015 : I Want To Live
- 2024 : Where Is Gilgamesh?

## Acteurs
- Zîrek (*1957)
- Tuncay Gary (*1971)

- Shero Rauf (*1979)[24]

Plusieurs réalisateurs, comme Bahman Ghobadi, choisissent délibérément, pour ajouter au réalisme, de faire jouer des paysans ou gens rencontrés sur les lieux de tournage, plutôt que de faire appel à des acteurs professionnels.